# Xenotoplana acus
Xenotoplana acus är en plattmaskart som beskrevs av Ax, Weidemann och Ehlers 1978. Xenotoplana acus ingår i släktet Xenotoplana och familjen Otoplanidae. Inga underarter finns listade i Catalogue of Life.